# Comuna Șevcenkove, Zvenîhorodka
Șevcenkove (în ucraineană Шевченкове) este o comună în raionul Zvenîhorodka, regiunea Cerkasî, Ucraina, formată din satele Demkove și Șevcenkove (reședința).

## Demografie
Componența lingvistică a comunei Șevcenkove
     Ucraineană (99,28%)
     Alte limbi (0,69%)
Conform recensământului din 2001, majoritatea populației comunei Șevcenkove era vorbitoare de ucraineană (99,28%), existând în minoritate și vorbitori de alte limbi.